# Arborophila diversa
Espèce
Arborophila diversa est une espèce d'oiseaux de la famille des Phasianidae.

## Répartition
Cette espèce est endémique aux forêts pluviales de la chaîne des Cardamomes.

## Taxinomie
Elle est considérée comme une espèce à part entière par le Congrès ornithologique international, mais est toujours considérée comme une sous-espèce de la Torquéole du Cambodge (A. cambodiana) par Howard & Moore (2008), Clements (2013).